# Mönkeberg
Mönkeberg település Németországban, Schleswig-Holstein tartományban. Lakosainak száma 4093 fő (2023. december 31.).

## Népesség
A település népességének változása:
| Lakosok száma | 3139 | 4141 | 4120 | 4143 | 4140 | 4093 |
|               | 1975 | 2017 | 2019 | 2021 | 2022 | 2023 |